# Bockenem
Bockenem település Németországban, azon belül Alsó-Szászország tartományban. Lakosainak száma 9785 fő (2023. december 31.). Bockenem Hahausen, Sehlde, Wallmoden, Lutter am Barenberge, Seesen, Lamspringe, Neuhof, Sehlem, Bad Salzdetfurth és Holle községekkel határos.

## Népesség
A település népességének változása:
| Lakosok száma | 9741 | 9827 | 9795 | 9666 | 9830 | 9785 |
|               | 2016 | 2017 | 2019 | 2021 | 2022 | 2023 |